# Албин Пелак
Албин Пелак (Нови Пазар, 9. април 1981) је бивши босанскохерцеговачки фудбалер. који је играо на позицији везног играча.

## Каријера
Током каријере играо је за Сарајево, Жељезничар Сарајево и многе друге клубове.

## Репрезентација
За репрезентацију Босне и Херцеговине дебитовао је 2002. године. За национални тим одиграо је 2 утакмице.

### Статистика
| Босна и Херцеговина | Босна и Херцеговина | Босна и Херцеговина |
| Год.                | Ута.                | Гол.                |
| ------------------- | ------------------- | ------------------- |
| 2002                | 1                   | 0                   |
| 2003                | 0                   | 0                   |
| 2004                | 0                   | 0                   |
| 2005                | 1                   | 0                   |
| Укупно              | 2                   | 0                   |